# Bascule (cirque)
Pour les articles homonymes, voir bascule.

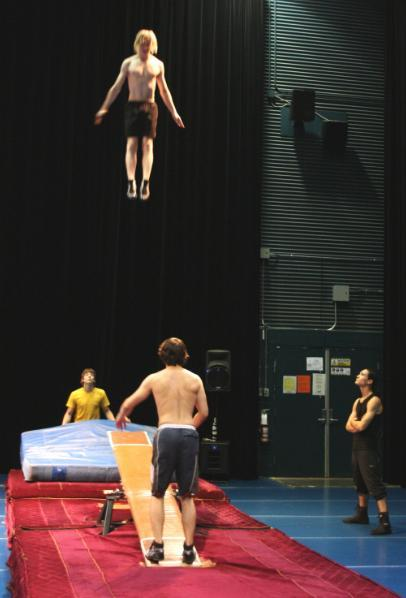
Bascule de cirque

La bascule est une discipline de cirque qui met en scène au moins deux acrobates et une bascule.

## Description
Les acrobates se positionnent de chaque côté et sautent afin de faire voltiger leur partenaire d’en face.
Ils peuvent prendre leur élan depuis le sol, d’une plate-forme surélevée ou profiter du saut précédent pour donner l’impulsion à leur tour.
Il existe plusieurs sortes de bascules assorties de techniques différentes : la mini-bascule, la bascule hongroise, la bascule coréenne.
Les artistes exerçant la bascule peuvent être en duo, en trio ou en troupes comportant de nombreux voltigeurs et porteurs.
La réception peut avoir lieu sur un tapis au sol, sur un tapis tenu puis relâché ou sur un ou plusieurs porteurs.
Parfois, certains accessoires peuvent être utilisés : échasses, chaise de réception.
La bascule coréenne demande une grande puissance musculaire au niveau des jambes et un écart de poids minimum entre deux partenaires.
Une excellente tenue de corps est exigée afin de pouvoir se diriger dans l’espace sans aucun point de repère et d’assurer une réception optimale pour éviter que le sauteur ne se blesse.
La bascule coréenne nécessite une grande précision car le but de l’acrobate est de réussir à renvoyer son partenaire après une série d’acrobaties. Ainsi, après avoir été projeté à plus de cinq mètres de haut, effectué plusieurs rotations, il doit se réceptionner sur une surface d’environ 80 cm2.